# Чак Шумер
Чарлс Елис Шумер (енгл. Charles Ellis Schumer; Њујорк, 23. новембар 1950) је амерички политичар који обавља функцију старијег сенатора Сједињених Држава из Њујорка, место које обавља од 1999. године. Као члан Демократске странке, предводи Демократски кокус у Сенату од 2017. године и био је лидер већине у Сенату од 2021. до 2025. године. Два пута је био лидер мањине у Сенату, од 2017. до 2021. и од 2025. године. Постао је старији сенатор Њујорка 2001. године, након пензионисања Данијела Патрика Мојнихана. Изабран за пети мандат 2022. године, Шумер је надмашио Мојнихана и Џејкоба К. Џавитса као најдуже сенатор САД из Њујорка. Он је декан конгресне делегације Њујорка.
Шумер, рођен у Бруклину и дипломирао на Харвард колеџу и Правном факултету Харварда, био је члан Скупштине државе Њујорк у три мандата од 1975. до 1980. године. Служио је девет мандата у Представничком дому Сједињених Држава од 1981. до 1999. године, прво представљајући 16. конгресни дистрикт Њујорка пре него што је прераспоређен у 10. конгресни дистрикт 1983. године и у 9. конгресни округ 10 година касније. Године 1998, Шумер је изабран у Сенат, победивши републиканског сенатора Ал Д'Амата, који је био на позицији три мандата. Поново је изабран 2004. године са 71% гласова, 2010. године са 66% гласова, 2016. године са 70% гласова и 2022. године са 56% гласова.
Шумер је председавао Демократским комитетом за сенаторску кампању од 2005. до 2009. године, надгледајући 14 демократских победа у Сенату на изборима 2006. и 2008. године. Био је трећи демократа по рангу у Сенату, иза лидера већине у Сенату Харија Рида и организатора већине Дика Дарбина. Обављао је функцију потпредседника Демократског кокуса у Сенату од 2007. до 2017. године и председавао је Демократским комитетом за политику Сената од 2011. до 2017. године. Шумер је освојио свој четврти мандат у Сенату 2016. године, а затим је једногласно изабран за лидера демократа да наследи Рида, који се пензионисао.
У јануару 2021. године, Шумер је постао лидер већине у Сенату, поставши први јеврејски лидер Сената у историји САД. Као лидер већине, Шумер је кроз Сенат спровео неке од главних законодавних иницијатива Бајденове администрације, укључујући Закон о америчком плану спасавања из 2021. године, Закон о улагањима у инфраструктуру и запошљавању, Закон о смањењу инфлације из 2022. године, Закон о програму CHIPS и науци, Закон о двостраначким безбеднијим заједницама и Закон о поштовању брака. Под његовим вођством, Сенат је потврдио највише савезних судија током прве две године било ког председништва од Џона Ф. Кенедија, и најразноврснији број номинација за савезне судије у америчкој историји, укључујући Кетанџи Браун Џексон, прву Афроамериканку која је служила у Врховном суду.

## Младост и образовање (1950–1974)
Шумер је рођен 23. новембра 1950. године у Мидвуду, Бруклин, као син Селме (рођене Розен) и Абрахама Шумера. Његов отац је водио посао истребљивања животиња, а мајка му је била домаћица. Он и његова породица су Јевреји, а он је рођак у другом колену, комичарке Ејми Шумер. Његови преци потичу из града Чорткива, Галиција, у данашњој западној Украјини.
Шумер је похађао јавне школе у Бруклину, постигавши 1600 поена на САТ-у и дипломиравши као најбољи ученик средње школе Џејмс Медисон 1967. године. Такмичио се за средњу школу Медисон у телевизијском квизу Академско је. Похађао је Харвард колеџ, где је првобитно студирао хемију пре него што је прешао на друштвене науке након волонтирања у председничкој кампањи Јуџина Макартија 1968. године. Након што је дипломирао са одличним успехом (magna cum laude) и дипломирао Фи Бета Капа (Phil Beta Kappa) 1971. године, Шумер је похађао Правни факултет Харвард, где је 1974. године стекао звање доктора права са почастима. Положио је правосудни испит државе Њујорк почетком 1975. године, али никада није радио као адвокат, већ се одлучио за каријеру у политици.

## Ранија каријера (1975–1998)
Године 1974, Шумер се кандидовао и изабран је у Скупштину државе Њујорк, попунивши место које је претходно држао Шумеров ментор, члан Представничког дома САД Стивен Соларац. Шумер је служио три мандата, од 1975. до 1981. године, седећи у 181, 182. и 183. законодавној скупштини државе Њујорк.
Године 1980, члан Представничког дома САД из 16. округа Елизабет Холцман освојила је демократску номинацију за место републиканца Џејкоба Џавитса у Сенату. Шумер се кандидовао за Холцманово упражњено место у Представничком дому и победио. Поново је изабран осам пута из округа са седиштем у Бруклину и Квинсу, који је два пута мењао бројеве током његовог мандата (био је 16. од 1981. до 1983. године, 10. од 1983. до 1993. године и 9. од 1993. године). Године 1982, као резултат прерасподеле изборних јединица, Шумер се суочио са потенцијалним сукобом са Соларцем, али до сукоба није дошло. У припреми, Шумер је „почео да стиче пријатеље на Вол стриту, тражећи од водећих градских адвокатских канцеларија и кућа за хартије од вредности донације за кампању. 'Рекао сам им да изгледам као да имам веома тешку борбу за прерасподелу. Ако бих имао шансе да будем поново изабран, потребна ми је помоћ', касније ће рећи Associated Press.“
Шумер је представио Закон о обнови верских слобода (такође познат као RFRA) 11. марта 1993. године.
Као члан Одбора за правосуђе Представничког дома, Шумер је био један од четири члана Конгреса који су надгледали истрагу Представничког дома (водећи одбрану Демократске странке од стране Клинтонове администрације), саслушања о опсади Вакоа 1995. године.

## Сенат САД (1999–тренутно)
Шумер се кандидовао за Сенат 1998. године. Победио је на демократским примарним изборима са 51% гласова против Џералдин Фераро (21%) и Марка Грина (19%). Добио је 54% гласова на општим изборима, победивши републиканца Ал Д'Амата (44%), који је био на власти три мандата.
2004. године Шумер је поново изабран са 71% гласова, победивши републиканског кандидата, посланика Хауарда Милса из Мидлтауна, и конзервативку Мерилин Ф. О'Грејди. Многи републиканци у Њујорку били су разочарани избором Милсове у односу на конзервативца Мајкла Бенџамина, који је имао значајне предности у односу на Милсову и у прикупљању средстава и у организацији. Бенџамин је јавно оптужио председника Републиканске странке Сандија Тредвела и гувернера Џорџа Патакија да покушавају да га избаце из трке за Сенат и поткопају демократски процес. Шумер је победио Милсову са 2,8 милиона гласова разлике. Победио је у сваком округу у држави осим округа Хамилтон, у Адирондаку, најмање насељеном и највише републиканском округу. Милс је признао пораз неколико минута након затварања бирачких места, пре него што су резултати стигли.
Анкета агенције SurveyUSA из априла 2009. године показала је Шумеров рејтинг одобравања на 62%, док је 31% било неодобравајући.
Међу значајним бившим Шумеровим помоћницима су бивши амерички члан Представничког дома Ентони Вајнер, бивши сенатор државе Њујорк Данијел Сквадрон и чланови Скупштине државе Њујорк Фил Голдфедер и Виктор М. Пичардо.

Након председничких избора у Сједињеним Државама 2016. године, Шумер је рекао да је Демократска странка изгубила јер није имала „јаку, смелу економску поруку“ и позвао је демократе да се залажу за реформе у приступачности закона о колеџима и трговини.

### Лидер демократа у Сенату
Демократски кокус у Сенату изабрао је Шумера за лидера мањине у новембру 2016. године. Широко се очекивало да ће Шумер предводити демократе у Сенату након што је Рид објавио своје пензионисање 2015. године. Он је први Њујорчанин, као и први Јеврејин, који је служио као лидер Сената. 20. јануара 2021. године, демократе су преузеле контролу над Сенатом полагањем заклетве новоизабраних сенатора Џорџије, Џона Ософа и Рафаела Ворнока, након другог круга избора 2020–21 и другог круга ванредних избора, чиме је Шумер постао лидер већине, замењујући републиканца Мича Меконела.

#### Конфликт око рачуна за финансирање марта 2025.
Дана 12. марта 2025. године, Шумер је објавио своје противљење резолуцији о континуираном финансирању буџета Сједињених Држава за 2025. годину до 30. септембра 2025. године, коју је усвојио Представнички дом. Следећег дана, променио је свој став, написавши у The New York Times-у да би „затварање дало господину Трампу и господину Маску дозволу да униште виталне владине службе знатно бржим темпом“. Ово је изазвало гнев многих демократа у Представничком дому, укључујући Александрију Окасио-Кортез и Ненси Пелоси. Само то је довело до тога да његова књижевна турнеја буде одложена из безбедносних разлога. Након гласања, Шумер се суочио са притиском да се повуче са места лидера Сената, али је рекао да нема намеру да то учини.

### Локални изазови
Шумер се поноси тиме што сваке године посећује сваки од 62 дистрикта Њујорка и то је чинио сваке године колико је служио у Сенату, као једини сенатор из Њујорка који је то учинио. Има репутацију да се фокусира на локална питања важна за просечне Њујорчане која се обично не повезују са сенаторима Сједињених Држава, од туризма до локалних пореза и стварања радних места. Када је откривено да Adidas планира да раскине уговор за производњу НБА дресова са компанијом American Classic Outfitters, компанијом за одећу из северног дела државе Њујорк, и да пребаци производњу у иностранство, Шумер је осудио компанију, наводећи ризик за 100 радника у фабрици.
Када је откривено да компанија Canon Inc. разматра пресељење из свог корпоративног седишта на Лонг Ајленду због спора око финансирања путне инфраструктуре, Шумер се залагао да држава Њујорк преусмери савезна средства за стимулацију како би се побољшали путеви и задржала компанија и њена радна места на Лонг Ајленду. Заједно са својим колегама из Представничког дома и Сената, Шумер је успешно радио на уништавању плана приватизације из доба Буша за раднике у комуналним службама и набавци у Војној академији Сједињених Држава у Вест Појнту. План би предвиђао предају послова у комуналним службама и набавци компанији из Џорџије.
У новембру 2017. године, Шумер и сенаторка Кирстен Џилибранд најавили су финансирање од 1.908.486 долара за програме Head Start и Early Head Start у Организацији за акцију заједнице округа Ири, а Шумер је рекао да ће савезно финансирање донети „стварне резултате младим студентима у западном Њујорку пружајући им ресурсе који су им потребни да успеју и у учионици и ван ње“.
У јануару 2018. године, Шумер је затражио да Департмент за борачка питања САД заврши коначне аквизиције за две парцеле од 60 и 77 хектара у Пембруку, Њујорк, и да започне изградњу Националног ветеранског гробља Њу Вестерн Њујорк, рекавши да ће завршетак гробља осигурати да „војни ветерани Западног Њујорка имају одговарајућу сахрану, на месту близу домова, породица и самих заједница којима су посветили своје животе да их бране и којима служе“.

### Дроге
У мају 2001. године, Шумер и сенатор Џон Мекејн представили су закон који је имао за циљ да произвођачима лекова са брендираним именима отежа да држе јефтиније генеричке лекове ван тржишта. Коалиција потрошачких група подржала је закон, а Шумер је новинарима рекао да би његово усвајање смањило трошкове лекова на рецепт за преко 60% по рецепту, поред тога што би потрошачима уштедело 71 милијарду долара током наредне деценије.
У октобру 2001. године, током конференције за новинаре, Шумер је изразио жељу да генерички ципрофлоксацин буде доступан за употребу од стране владе. У то време, Бајер је имао ексклузивна патентна права за свој комерцијални производ, Ципро. Шумер је такође рекао да верује да савезна влада има овлашћење да наложи хитну производњу генеричког ципрофлаксина како би се прошириле владине залихе лека.
У јулу 2002. године, Сенат је усвојио закон који су спонзорисали Шумер и Мекејн, а који би могао да смањи трошкове генеричких лекова који би били брже доступни потрошачима у САД и тиме доведе до уштеде милијарди долара на трошковима лекова. Закон је такође покушао да спречи неосноване тужбе произвођача лекова са брендираним именима који тврде да генерички лекови крше њихове патенте. Идентичан закон је поднет Представничком дому, али није усвојен.

### ФБИ
У новембру 2001. године, Шумер се придружио колегиници сенаторки из Њујорка Хилари Клинтон како би позвао на доношење закона којим би се Федерални истражни биро подстакао да дели информације о тероризму са локалном и државном полицијом уклањањем законских препрека за такву сарадњу, позивајући се на извештаје градоначелника Њујорка Рудија Ђулијанија да савезне власти нису обавестиле градску полицију о чему су биле свесне. Шумер се придружио Патрику Лихију како би известио да Департмент правде подржава закон.
У октобру 2016. године, након што је директор ФБИ-ја Џејмс Коми најавио поновно отварање истраге о томе да ли је Хилари Клинтон, тадашња демократска председничка кандидаткиња, погрешно руковала поверљивим имејловима током свог мандата у Стејт департменту, Шумер је рекао да је изгубио поверење у Комија. У мају 2017. године, након што је председник Доналд Трамп отпустио Комија, Шумер је новинарима рекао да су свесни да ФБИ истражује да ли је Трампова кампања била у дослуху са Русијом и да размишљају да ли се истрага „превише приближава кући председника“. У говору у Сенату, Шумер је позвао на „непристрасну и независну“ истрагу о руском мешању у председничке изборе 2016. године, објављујући да су се демократе сложиле да заменик државног тужиоца Род Розенштајн неће моћи да именује специјалног тужиоца за истрагу о мешању Русије; да се Коми састане са Сенатом; и да се Розенштајн и државни тужилац Џеф Сешнс одвојено састану са сенаторима.
У јануару 2018. године, Шумер је рекао да су, од почетка Малерове истраге, Сједињене Државе „морале да трпе заверу за завером десничарских, републиканских конгресмена, сенатора и наравно десничарске штампе, која делује у потпуном дослуху“ у вези са њиховим ставовима о ФБИ-ју, и да је покушај републиканаца да дискредитују Малера „сада прерастао у заблуду, себичну параноју“. У мају, након што је Бела кућа позвала два републиканца и ниједног демократу на брифинг званичника Министарства правде о доушнику ФБИ-ја који је ступио у контакт са Трамповом кампањом, Шумер и лидерка мањине у Представничком дому Ненси Пелоси послали су писмо заменику државног тужиоца Роду Розенштајну и директору ФБИ-ја Кристоферу А. Вреју, позивајући на „двостраначки брифинг Банде осам“ који укључује конгресно руководство из оба дома“.

### Врховни суд
У септембру 2005. године, након што је председник Џорџ В. Буш номиновао Џона Робертса за председника Врховног суда Сједињених Држава, Шумер је похвалио Робертсову бриљантност, то што је „пре свега адвокат“, и његову „судску филозофију, скромност и стабилност“ током саслушања за потврду Робертса у Одбору за правосуђе Сената, али је Шумер рекао да су Робертсова „саосећајност и човечност“ упитни и приговорио је одбијању Бушове администрације да покаже документа која је Робертс написао током свог мандата као заменик генералног правобраниоца и Робертсовом одбијању да одговори на многа питања која му је одбор поставио. У јуну 2018. године, Шумер је рекао да Робертс понижава Врховни суд како постаје све више политички настројен, позивајући се на судску пресуду у корист клиника против побачаја у Калифорнији. Шумер је рекао да је суд „потврдио очигледно дискриминаторну забрану путовања, ослободио поплаву мрачног неограниченог новца у нашој политици и укинуо кључни стуб Закона о правима гласа“ и тиме се ускладио са циљевима онога што је назвао „екстремном десницом“.
У октобру 2005. године, Шумер је рекао да Бушова кандидаткиња за Врховни суд Харијет Мирс „неће добити већину ни у Одбору за правосуђе ни у скупштини“ и да ће њена саслушања за потврду довести до тога да она прикупи или подршку или противљење на начин који није виђен код било ког другог кандидата у скорије време.
У мају 2009. године, рекао је новинарима да ће процес потврде за Обамину кандидаткињу за Врховни суд Соњу Сотомајор бити „више тест за Републиканску странку него за судију Сотомајор“, називајући Сотомајор „мејнстрим судијом“ којој републиканци немају разлога да се противе.
У марту 2016. године, након што је Обама номиновао Мерика Гарланда да замени преминулог Антонина Скалију, Шумер је позвао Мича Меконела и Чака Граслија да одрже саслушања „како би Америка могла сама да процени да ли Мерик Гарланд припада суду“. У јулу 2018. године објављено је да се Шумер залагао да Трамп номинује Гарланда као начин да привуче двостраначку подршку, уместо да номинује некога ко се противи Закону о приступачној здравственој заштити и случају Роу против Вејда, што би било контроверзније. У новембру 2016. године, Шумер је рекао да ће демократе „напасти“ новоизабраног председника Трампа ако не номинује судије Врховног суда који су из мејнстрима, а републиканци немају „чисте руке“ јер су месецима блокирали номинацију Гарланда.
У марту 2017. године, на крају саслушања у Сенату за Трамповог кандидата за Врховни суд, Нила Горсача, Шумер је рекао да ће гласати против потврде и позвао је демократе да му се придруже у блокирању гласања о Горсачу. У свом говору, Шумер је рекао: „Ако овај кандидат не може да освоји 60 гласова – границу коју су испунили сваки од кандидата председника Обаме и последња два кандидата Џорџа Буша – одговор није промена правила. Већ промена кандидата.“ Демократе су спровеле филибастер, али су републиканци то прекршили користећи ''нуклеарну опцију“, а Горсач је потврђен следећег дана.
У јулу 2018. године, након што је Трамп номиновао Брета Каваноа да замени пензионисаног Ентонија Кенедија, Шумер је рекао да Каваноу треба поставити директна питања о преседану који је поставио случај Роу против Вејда и други случајеви. Шумер је напоменуо Каваноово изражено мишљење о могућој погрешној одлуци у случају Сједињене Државе против Никсона и да би то могло значити да не би сматрао Трампа одговорним као судија.
Шумер је 21. августа рекао да захтева да се документи из Каваноовог мандата у Белој кући поделе са Сенатом, тврдећи да је „ускраћивање докумената Сенату и америчком народу под лажном ознаком поверљивости одбора мрачан развој догађаја за Сенат“. Након састанка са Каваноом, Шумер је рекао да га је питао да ли верује да су случајеви Роу против Вејда и Кејси против Планираног родитељства правилно одлучени и да Кавано није одговорио и да недостатак одговора „треба да пошаље језу сваком Американцу који верује у репродуктивну слободу за жене“. Такође је рекао да Кавано има посебну обавезу да јасно изнесе своје ставове због свог јединственог положаја као једине особе коју је за Врховни суд номиновао председник који је рекао: „Номиноваћу само некога ко поништи случај Роу против Вејда“. Шумер је потом позвао Правосудни одбор Сената да одложи Каваноово рочиште за потврђивање након што се бивши Трампов адвокат Мајкл Коен изјаснио кривим по оптужбама за банкарску превару, пореску превару и кршење закона о финансирању кампање, називајући признање „прекретницом“.

#### Коментари оБрету КаваноуиНилом Горсачом2020.
У марту 2020. године, Шумер је критикован због изјава које је дао о судијама Врховног суда Нилу Горсачу и Брету Каваноу, које је обојица номиновао Трамп. На скупу испред Капитола Сједињених Држава док је Врховни суд саслушавао случај везан за абортус, Шумер је рекао да би, ако би Кавано и Горсач гласали против права на абортус, „покренули вихор“ (понављајући Каваноове сопствене коментаре током његових саслушања за потврду 2018. године) и да би „платили цену“. Затим је рекао: „Нећете знати шта вас је погодило ако наставите са овим ужасним одлукама.“ Републиканци и демократе, као и председник Врховног суда Џон Робертс, осудили су ове коментаре као подстицање насиља. Сенатор Џош Холи позвао је на осуду. Портпарол Шумера је рекао да су се коментари односили на политичку цену коју ће републиканци у Сенату платити и критиковао је Робертса што је након „десничарског“ напада погрешно протумачио коментаре. Шумер се касније извинио због коментара.
У фебруару 2025. године, привремени амерички тужилац за Вашингтон, Ед Мартин, објавио је да Департмент правде покреће истрагу о том питању.

### Неутралност мреже
У новембру 2017. године, Шумер је рекао: „Баш као што је наш бесплатни систем аутопутева помогао у изградњи радних места у Америци у 20. веку, тако ће и неутралност мреже помоћи у изградњи радних места у 21. веку. Корак уназад штети нашој економији, расту запослености, средњој класи и радницима. То је катастрофа.“ У децембру, након што је FCC гласала за укидање правила о неутралности мреже, Шумер је рекао да би интернет могао почети да личи на „пут са наплатом путарине, где ће они који највише понуде крстарити приватним 'брзим тракама', док ће се остали од нас полако кретати једном, саобраћајем загушеном јавном траком; и могли бисмо бити приморани да купујемо интернет пакете слично кабловским пакетима, плаћајући више за популарне сајтове“, и да ће резолуција коју је представио поништити ефекте гласања.
У јануару 2018. године, Шумер је објавио да је свих 49 чланова демократског кокуса подржало резолуцију којом се поништава гласање Федералне комисије за комуникације (FCC) о неутралности мреже и рекао да републиканци у Конгресу „имају прилику да исправе грешку администрације и покажу америчком народу на чијој су страни: великих интернет провајдера и великих корпорација или потрошача, предузетника и власника малих предузећа“. У мају је Сенат усвојио меру за оживљавање интернет прописа из доба Обаме који спроводе једнак третман за сав веб саобраћај. Шумер је назвао гласање „нашом најбољом шансом да осигурамо да интернет остане доступан и приступачан свим Американцима“. У јуну, као одговор на то што Представнички дом, којим доминирају републиканци, није усвојио резолуцију Сената којом се враћају правила неутралности мреже, Шумер је рекао: „Републикански лидери Представничког дома дали су зелено светло великим интернет провајдерима да наплаћују више Американцима средње класе, власницима малих предузећа, школама, Американцима из руралних подручја и заједницама обојених људи за коришћење интернета“.

### Чланство у комитетима
Извор:
- Комитет за правила и администрацију
- Изборни комитет за интелигенцију (службено као лидер мањине)
- Уједињени конгресни комитет за инаугуралне церемоније (2024)

### Чланство у кокусима
- Пост-школски кокуси[87]
- Конгресни Следећа генерација 9-1-1 кокус[88]
- Сенатски кокус за Тајван[89]

## Приватни живот
Шумер и његова супруга, Ајрис Вајншал, венчали су се 21. септембра 1980. године. Церемонија је одржана у продавници Windows on the World на врху северне куле Светског трговинског центра. Вајншал је био комесар за саобраћај града Њујорка од 2000. до 2007. године. Шумер и Вајншал живе у Парк Слоупу близу Гранд Арми Плазе.
Шумерови имају двоје деце, Џесику и Алисон, обе дипломиране на очевој алма матер, Харвард колеџу. Џесика је била шефица кабинета и главна саветница Савета економских саветника од маја 2013. до августа 2015. године. Алисон је менаџерка маркетинга у канцеларији компаније Фејсбук у Њујорку. Године 2018, Џесика је родила сина, чиме је Шумер постао деда.

## Изборна историја
| 1998 | Сенатор | Чак Шумер |  | Демократска | Ал Д'Амато   |               | Републиканска | 2.551.065 | 54,62% | +6,82%  | Победио |
| 2004 | Сенатор | Чак Шумер |  | Демократска | Хауард Милс  |               | Републиканска | 4.769.824 | 71,2%  | +16,58% | Победио |
| 2010 | Сенатор | Чак Шумер |  | Демократска | Џеј Таунсенд | Републиканска | 2.686.043     | 66,33%    | -4,87% | Победио |         |
| 2016 | Сенатор | Чак Шумер |  | Демократска | Венди Лонг   | Републиканска | 4.784.218     | 70,64%    | +4,31% | Победио |         |
| 2022 | Сенатор | Чак Шумер |  | Демократска | Џо Пинион    |               | Републиканска | 3.320.561 | 56,78% | -13,86% | Победио |

## Почасне дипломе
| Лкација | Датум             | Институција           | Диплома                     |
| ------- | ----------------- | --------------------- | --------------------------- |
| Њујорк  | 1999.             | Унивезитет Хофстра    | Докторат                    |
| Њујорк  | 3. јун 1999.      | Ханте колеџ           | Доктор људских слова (DHL)  |
| Њујорк  | 21. мај 2000.     | Универзитет Аделфи    | Доктор људских слова (DHL)  |
| Њујорк  | 2. јун 2002.      | Правна школа Њујорка  | Доктор правних наука (LL.D) |
| Њујорк  | Мај 2004.         | Универзитет Пејс      | Доктор људских слова (DHL)  |
| Њујорк  | 21. октобар 2007. | Правни центар Тура    | Доктор права (JD)           |
| Њујорк  | 2015.             | Правна школа Бруклина | Доктор правних наука (LL.D) |

## Спољашне везе
- Senator Chuck Schumer званични веб-сајт Сената САД
- Chuck Schumer for Senate Архивирано фебруар 11, 2021 на сајту  веб-сајт кампање
- Чак Шумер на веб-сајту  (језик: енглески)
- Biography at the Biographical Directory of the United States Congress
- Profile at Vote Smart
- Financial information (federal office) at the Federal Election Commission
- Legislation sponsored at the Library of Congress